# Tiziana Weiss

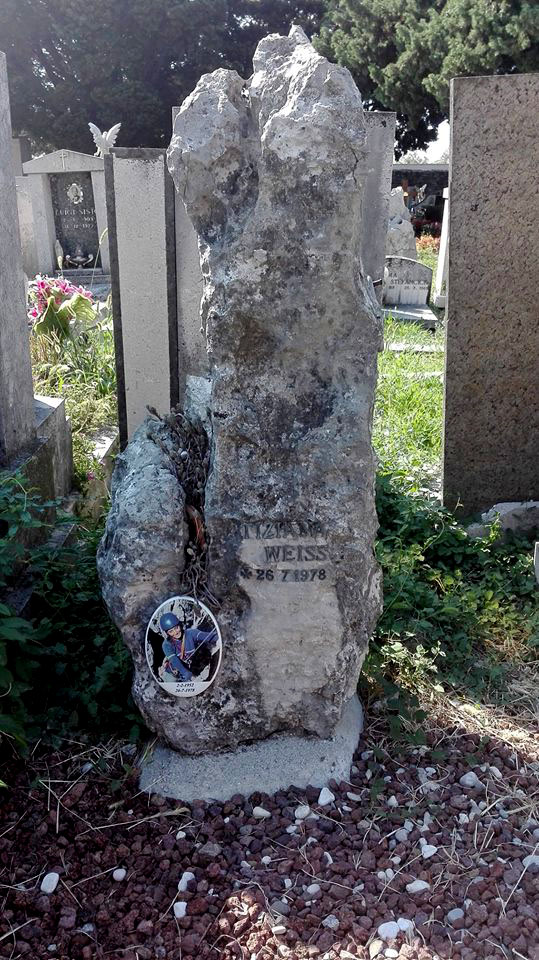
La tomba di Tiziana Weiss a Barcola, Trieste

Tiziana Weiss (Trieste, 2 febbraio 1952 – Verona, 26 luglio 1978) è stata un'alpinista italiana.

## Biografia
Formatasi nell’ambiente alpinistico triestino avendo frequentato fin da giovanissima la Val Rosandra, nel 1970 incontrò Enzo Cozzolino, l’arrampicatore triestino che è stato uno degli esponenti del movimento che ha aperto la via al settimo grado, e che sarà per lei prima maestro e poi compagno di vita.
Alpinista totale, arrampicò sia su calcare e dolomia, sia su granito. La sua attività spaziò su tutto l'arco alpino nel corso degli anni settanta.
Pur arrampicando da capocordata su difficoltà classificate estreme, visse l’alpinismo non come mera pratica sportiva ma come un percorso più complesso.
Fu tra le poche donne che in quegli anni affrontarono il sesto grado da capocordata.
Tra le centinaia di scalate dolomitiche è da rimarcare la prima invernale della via Castiglioni-Detassis al Sass Maor, salita con Piero Mozzi, e lo spigolo Tissi alla Torre Trieste, in cordata femminile assieme a Riccarda de Eccher.
Per i meriti alpinistici, nel 1975, le venne conferito il Premio Panathlon Sport e Studio, lo stesso premio che cinque anni prima era stato di Enzo Cozzolino.
A metà degli anni settanta il suo nome inizia ad essere conosciuto al di fuori dell’ambiente triestino.
Arrampica con importanti alpinisti, alcuni incontrati in montagna, altri ai festival di Trento o ai raduni, come Gino e Silvia Metzeltin Buscaini, Peter Habeler, Giampiero Motti, Franco Piana, Alessandro Gogna.
Dopo la laurea in Scienze Naturali, si dedicò all’insegnamento.
Da sempre affascinata dalle montagne himalayane, partecipò alla spedizione che salirà l’Annapurna III,  dove si adopera ad attrezzare i campi intermedi per la cordata di punta. L’esperienza la portò a decidere di riprovare partecipando alla spedizione che nel 1980 si proponeva di salire sull’Everest.
Il 23 luglio 1978 era sulla via Frisch-Corradini alla Pala del Rifugio nelle Pale di San Martino, una salita già percorsa, quando cadde durante una manovra di corda, per lo sciogliersi di un nodo. Morì tre giorni dopo nell’ospedale di Verona. Riposa nel piccolo cimitero di Barcola alle porte di Trieste.

## Attività alpinistica di rilievo
- Tofane - Tofana di Rozes - via Tridentina Bonatti-Contini	 - 06/01/73 - 1^ invernale
- Pale di S.Martino - Sass Maor - via Castiglioni Detassis - 21-22/12/74 - 1^ invernale
- Pale di S.Martino - Sass d'Ortiga - via delle Guide - parete N - 06/07/75 - 1^ ripetizione
- Brenta - Torre di Brenta - via Alimonta - 20/07/75 - 1^ ripetizione
- Brenta - Torre Prati - via degli Astronauti - 23/07/75 - 2^ ripetizione
- Civetta - Torre Trieste - via Tissi - 21/09/75 - 1^ femminile

## Pubblicazioni
- "Sogni", Le Alpi Venete, 1971-1, Primavera estate, pag. 49
- "Enzo Cozzolino (in memoria)", 1972-2, Autunno inverno, pag. 74
- "Una cresta da incubo", 1973-1, Primavera estate, pag. 21
- "Considerazioni di una sera in Civetta", 1974-1, Primavera estate, pag. 49
- "Una via come tante", 1975-1, Primavera estate, pag. 17
- "Schiodatori", 1975-1, Primavera estate, pag. 55
- "Il Cimon della Pala (recensione libro)", 1976-2, Autunno inverno, pag.171